# Джонсон Торібіонг
Джонсон Торібіонг (англ. Johnson Toribiong; нар. 22 липня 1946) — палауський адвокат і політик, сьомий президент Палау.

## Біографія
Джонсон Торібіонг народився в палауському штаті Аїраї. У 1972 році став доктором юриспруденції, а в 1973 році — магістром права (Юридична школа Університету Вашингтона).
З 2001 по 2008 рік — посол Палау в Китайській Республіці.
У 1992 році Торібіонг балотувався на пост президента на виборах. У першому турі набрав найбільшу кількість голосів серед інших кандидатів, але в другому програв Куніо Накамурі.
4 листопада 2008 року був обраний президентом Палау. Приведений до присяги 15 січня 2009 року.